# Vieillevigne (Loire-Atlantique)
Vieillevigne település Franciaországban, Loire-Atlantique megyében. Lakosainak száma 4110 fő (2022. január 1.). Vieillevigne La Planche, Remouillé, Rocheservière, Montréverd, Saint-Philbert-de-Bouaine és Montaigu-Vendée községekkel határos.

## Népesség
A település népessége az elmúlt években az alábbi módon változott:
| Lakosok száma | 2892 | 2948 | 3127 | 3726 | 3941 | 3964 | 3959 | 4010 | 4040 | 4110 |
|               | 1968 | 1982 | 1990 | 2006 | 2013 | 2015 | 2017 | 2019 | 2020 | 2022 |